# Lin Dan
Lin Dan (en chino: 林丹; Shanghang, 14 de octubre de 1983) es un deportista chino que compitió en bádminton, en la modalidad individual.
Participó en cuatro Juegos Olímpicos de Verano, entre los años 2004 y 2016, obteniendo dos medallas de oro en la prueba individual, en Pekín 2008 y Londres 2012.
Ganó siete medallas en el Campeonato Mundial de Bádminton entre los años 2005 y 2017.

## Carrera en el bádminton

### Eventos juveniles
Lin se proclamó vencedor en los Campeonatos Juveniles de Bádminton de Asia del año 2000, tanto en las pruebas por equipos como en las individuales. También formó parte del equipo chino ganador y fue semifinalista en individual masculino en los Campeonatos Mundiales Júnior.

### 2001-2003
El año 2001 marcó el inicio de la carrera profesional de Lin, que entonces tenía 18 años. En su primera final, en los Campeonatos Asiáticos de Bádminton, fue vapuleado por su compatriota Xia Xuanze.
En 2002, Lin se hizo con su primer título en el Abierto de Corea. Formó parte del equipo de China que derrotó a Suecia. (5-0), Dinamarca (3-2), y Corea del Sur (4-1) para llegar a las semifinales. Sin embargo, Lin no jugó en la eliminatoria de semifinales contra Malasia, en la que el equipo de China cayó por 1-3. Lin participó en otros cuatro torneos sin acercarse a la victoria. Fue eliminado en la primera ronda del de Singapur, y Indonesia abre, segunda ronda del Open de Dinamarca, y tercera ronda del Open de China. En octubre, Lin fue derrotada en las semifinales de la competición por equipos de los Juegos Asiáticos, lo que acabó con la esperanza de China de conseguir una medalla de oro por equipos.
Lin comenzó la temporada 2003 con una derrota en tercera ronda en el All England Open. Llegó a una final más tarde en el año en el Abierto de Japón, pero fue derrotado por su compatriota Xia Xuanze una vez más. Lin hizo entonces su debut inaugural en el Campeonato del Mundo en Birmingham, Inglaterra. Superó sin problemas a Per-Henrik Croona y a Przemysław Wacha en las dos primeras rondas, pero fue derrotado de nuevo por Xia en su combate de la tercera ronda. Tras la cita mundial, fue eliminado en las semifinales del Open de Singapur, tercera ronda del Abierto de Indonesia, y la segunda ronda del Abierto de Malasia. Sin embargo, Lin terminó la temporada con fuerza al conquistar la Dinamarca, Hong Kong, y China Opens, y terminar subcampeón en el Open de Alemania.

### 2004
Lin tuvo un buen comienzo en 2004, obteniendo el número uno del ranking mundial de la BWF por primera vez en febrero. Ayudó a China a ganar la ronda de clasificación de la Copa Thomas y luego conquistó el Abierto de Suiza. Ganó su primer título del All England Open al vencer a Peter Gade en la final. Llegó a la semifinal del Abierto de Japón antes de marcharse a Yakarta, Indonesia en mayo para disputar la Copa Thomas.
En la Copa Thomas, Lin ayudó a China a tener un excelente comienzo en el que se deshizo del equipo nacional de bádminton de Estados Unidos y del campeón defensor Indonesia. 5-0 respectivamente para acceder a los cuartos de final. A continuación, Lin derrotó a Shoji Sato y a Lee Hyun-il en las eliminatorias de cuartos de final y semifinales contra Japón y Corea del Sur, respectivamente, terminando cada una de ellas con victorias por 3-0 para China. En la final, venció a Peter Gade en partidas seguidas para dar ventaja a China, antes de que el equipo chino acabara ganando tres partidos por uno. China se hizo así con la corona, poniendo fin a una sequía de 14 años en el torneo.
Lin sufrió contratiempos más adelante en la temporada 2004, cuando fue eliminado en los cuartos de final del Abierto de Malasia, y se informó de que tenía una lesión en la pierna a mediados de julio, antes de los Juegos Olímpicos. Lin se "estrelló" en sus primeros Juegos Olímpicos cuando, siendo el primer cabeza de serie, fue expulsado antes de tiempo por el singapurense Ronald Susilo, quien afirmó que Lin estaba "demasiado ansioso por ganar". Sin embargo, Lin se recuperó con tres títulos en Dinamarca, alemán, y el Abierto de China, y terminó la temporada como semifinalista en el Abierto de Indonesia.

### 2005
Lin conservó su número uno en el ranking mundial durante 2005, ganando sus segundos títulos del Open de Alemania y Hong Kong, así como los torneos del Open de Japón, el Masters de China y la Copa del Mundo. También ayudó a China a reconquistar la Copa Sudirman (campeonato combinado por equipos masculino y femenino) cuando dejó fuera a Corea del Sur, defensor del título, en las semifinales y a Indonesia en la final.
Lin no pudo revalidar su título en el All England, perdiendo una final a tres sets contra su compañero de equipo Chen Hong, y fue derrotado en la final del Abierto de Malasia por otra estrella emergente, Lee Chong Wei. En su intento de capturar su primer ítulo Mundial de la BWF en Anaheim California, venció sucesivamente a Kennevic Asunción, Shoji Sato, Lee Hyun-il y Peter Gade para llegar a la final. Allí fue derrotado con contundencia por un Taufik Hidayat en plena forma. Lin también fue eliminado en las semifinales del Abierto de Singapur y en los cuartos de final del Abierto de China.

### 2006
Lin comenzó la temporada alcanzando las semifinales del Abierto de Alemania, y tuvo un mismo resultado en el Masters de China y en el Open de China. No pudo ganar el Abierto de Malasia en junio, en el que su rival Lee Chong Wei realizó una magnífica exhibición para salvar el título tras ir 13-20 abajo en el juego decisivo, y también perdió ante Taufik Hidayat en la final de los uegos Asiáticos.
Sin embargo, ganó seis títulos individuales en la temporada. Volvió a conquistar el All England Open de 2006, y ganó el Chinese Taipei, Macao, Hong Kong, y el Open de Japón. Lo más significativo es que en Madrid, España, ese mismo mes de septiembre ganó su primer título mundial tras vencer a su compatriota Bao Chunlai en la final.
En mayo, Lin y sus compañeros de equipo habían prolongado el reinado de China en la Copa Thomas al dejar fuera a Dinamarca por 3-0 para lograr un segundo título consecutivo.

### 2007
Lin Dan entró en 2007 con una derrota ante el surcoreano Park Sung-hwan en los octavos de final del Abierto de Malasia. Una semana más tarde ganó el Open de Corea al derrotar en la final a su compañero chino Chen Jin. A continuación, ganó el Abierto de Alemania y luego el All England, aplastando a su compatriota Chen Yu. 21-13, 21-12. En junio, Lin Dan formó parte del equipo chino de la Copa Sudirman que retuvo la copa tras vencer a Indonesia 3-0 en la final de Glasgow, Escocia. Más adelante, Lin Dan derrotó a Wong Choong Hann de Malasia y se convirtió en el campeón del Masters de China de 2007. En agosto, Lin Dan prolongó su reinado como campeón del mundo al vencer al indonesio de Sony Dwi Kuncoro 21-11, 22-20 en la final del torneo celebrado en Kuala Lumpur, Malasia. Lin Dan se convirtió así en el primer hombre desde Yang Yang en ganar campeonatos mundiales consecutivos siendo el número 1.

## Palmarés internacional
| Juegos Olímpicos   | Juegos Olímpicos         | Juegos Olímpicos | Juegos Olímpicos |
| Año                | Lugar                    | Medalla          | Prueba           |
| ------------------ | ------------------------ | ---------------- | ---------------- |
| 2008               | Pekín (China)            | Medalla de oro   | Individual       |
| 2012               | Londres (Reino Unido)    | Medalla de oro   | Individual       |
| Campeonato Mundial |                          |                  |                  |
| Año                | Lugar                    | Medalla          | Prueba           |
| 2005               | Anaheim (Estados Unidos) | Medalla de plata | Individual       |
| 2006               | Madrid (España)          | Medalla de oro   | Individual       |
| 2007               | Kuala Lumpur (Malasia)   | Medalla de oro   | Individual       |
| 2009               | Hyderabad (India)        | Medalla de oro   | Individual       |
| 2011               | Londres (Reino Unido)    | Medalla de oro   | Individual       |
| 2013               | Cantón (China)           | Medalla de oro   | Individual       |
| 2017               | Glasgow (Reino Unido)    | Medalla de plata | Individual       |

## Vida personal
Lin mantiene una relación con Xie Xingfang, ella misma ex campeona del mundo de bádminton, desde 2003. Se comprometieron en secreto el 13 de diciembre de 2010 en Haizhu, Guangzhou. En un principio, Xie negó su relación sentimental con Lin, aunque más tarde la reconoció. Lin reaccionó airadamente ante la exposición pública de su relación, alegando razones de privacidad personal. Los dos se casaron el 23 de septiembre de 2012 y la ceremonia nupcial se celebró en la Universidad de Tecnología de Pekín.
Lin llevaba cinco tatuajes visibles durante los Juegos Olímpicos de Verano de 2012. En la parte superior de su brazo izquierdo tiene una cruz cristiana, en la parte inferior de su brazo izquierdo tiene cinco estrellas, en la parte superior de su brazo derecho se lee "hasta el fin del mundo", una doble letra "F" en la parte inferior del brazo derecho, y sus iniciales "LD" están tatuadas en la nuca. Estos tatuajes han sido objeto de polémica debido a su condición militar y religiosa.
El 17 de octubre de 2012, se convirtió en el primer jugador de bádminton chino en activo en aceptar un máster, que le fue entregado en la Universidad de Huaqiao. Su autobiografía, Hasta el fin del mundo, se publicó después de que defendiera con éxito su título olímpico en los Olimpiadas de Londres 2012.
Él y su esposa Xie Xingfang tuvieron a su primer hijo "Xiao Yu" (Pequeña pluma) el 5 de noviembre de 2016. El 17 de noviembre de 2016, admitió haber tenido una aventura y se disculpó en Weibo. Al parecer, los usuarios de las redes sociales habían identificado a la mujer como la actriz y modelo Zhao Yaqi.